# Crésus (film 1917)
Crésus  è un cortometraggio muto del 1917 diretto da Adolphe Candé.

## Distribuzione
Il film uscì nelle sale cinematografiche francesi nel 1917.